# Payayas
Los Payayas, Paia, Paialla, Payai, Payagua, Payata o Piyai   fueron una etnia indígena de habla coahuilteca del estado de Texas, que habitaron en el área de la actual ciudad de San Antonio, más específicamente centralizada en una zona conocida como el Arroyo de los Payayas, sin embargo también sus dominios se extendían hasta el Río Frío.
La etnia fue evangelizada y los últimos remanentes de la etnia fueron absorbidos en 1776.
La etnia ha dejado como herencia cultural el nombre que ellos le pusieron al río San Antonio: Yanaguana.